# Il fuggitivo (film 1993)
Il fuggitivo (The Fugitive) è un film del 1993 diretto da Andrew Davis, e interpretato da Harrison Ford e Tommy Lee Jones.
Il film è basato sulla serie televisiva Il fuggiasco (1963-1967), a sua volta ispirata da un fatto di cronaca realmente accaduto, ovvero l'omicidio di Marilyn Sheppard, avvenuto nel 1954 nell'Ohio; dell'omicidio fu accusato il marito, il medico Sam Sheppard.
Grazie a questo film, Tommy Lee Jones ha vinto nel 1994 l'Oscar al miglior attore non protagonista.

## Trama
Chicago. Il chirurgo Richard Kimble torna a casa una sera e trova la moglie Helen con il cranio fracassato, assassinata da un uomo con un braccio artificiale: sebbene provi a fermare l'aggressore, questi riesce a scappare. In assenza di segni di effrazione ed essendo Kimble l'unico erede della ricca moglie, il dottore viene dichiarato colpevole del delitto e condannato a morte. Durante il trasporto al penitenziario gli altri detenuti fanno sbandare il furgone cellulare per cercare di liberarsi, e il mezzo finisce sui binari, venendo investito da un treno in corsa; salvatosi dall'incidente, e dopo aver soccorso una guardia, Kimble scappa. Il marshal Samuel Gerard assume la direzione delle indagini, e con la sua squadra dà il via alle operazioni di ricerca per trovare Kimble.
Questi nel frattempo si reca in un ospedale per cambiare aspetto e guarire le ferite che ha riportato nell'incidente. Mentre esce dall'ospedale viene riconosciuto dal poliziotto che egli stesso aveva salvato dall'incidente ed è costretto a scappare usando un'ambulanza. Sfuggito alla cattura organizzata da Gerard, il chirurgo fa ritorno a Chicago per cercare il vero assassino e farsi dare soldi dall'amico e collega Charles Nichols. Al Cook County Hospital Kimble effettua una ricerca per trovare tutti i pazienti che hanno subito una modifica alla protesi del braccio destro dopo la data dell'omicidio della moglie, in quanto il braccio artificiale dell'assassino era stato danneggiato durante la colluttazione.
Più tardi, Kimble entra in casa di un ex agente di polizia, Frederick Sykes, e ha la conferma, dopo aver esaminato alcune foto, che egli è l'assassino. Scopre anche che Sykes è impiegato in una casa farmaceutica, la Devlin MacGregor, la quale è pronta a lanciare sul mercato un nuovo farmaco, il Provasic. Kimble aveva scoperto, prima dell'assassinio della moglie, che il Provasic causava danni al fegato, quindi deduce che Nichols, il quale guidava lo sviluppo del farmaco, aveva ordinato a Sykes di uccidere il chirurgo: la morte della moglie era stata un incidente. Gerard segue i ragionamenti del chirurgo e trae le stesse conclusioni.
Kimble prende quindi la metro per recarsi alla presentazione del farmaco, e durante il viaggio viene intercettato da Sykes. Questi uccide un poliziotto ma viene ammanettato al vagone della metro da Kimble. Quest'ultimo giunge all'hotel e interrompe il discorso di Nichols, che scappa. I due dottori e Gerard si ritrovano nella lavanderia dell'albergo e, dopo che il marshal rivela a Kimble di aver capito chi è il vero assassino, il chirurgo neutralizza Nichols il quale stava per sparare a Gerard. Nichols e Sykes vengono arrestati, mentre Kimble, portato ammanettato su un'auto della polizia da Gerard, viene da quest'ultimo liberato dalle manette e medicato mentre vengono condotti via.

## Produzione
Alec Baldwin, Nick Nolte, Kevin Costner e Michael Douglas furono considerati per il ruolo di Richard Kimble, che alla fine andò a Harrison Ford. Il ruolo di Gerard venne inizialmente offerto a Gene Hackman e Jon Voight, venendo poi dato a Tommy Lee Jones.
Le riprese si sono svolte fra la Carolina del Nord, il Tennessee e Chicago; nella scena iniziale dell'incidente del treno è stato usato un vero treno abbandonato dal costo di 1 milione di dollari.
Nella prima parte del film Harrison Ford sfoggia una folta barba. Proprio durante le riprese de Il fuggitivo, Ford interpretò anche Indiana Jones da adulto in un breve cameo in un episodio della serie TV Le avventure del giovane Indiana Jones; per questo motivo nell'episodio in questione Indiana Jones è apparso con la barba.
Neil Flynn, divenuto poi noto negli anni 2000 per il ruolo dell'inserviente nella sitcom Scrubs - Medici ai primi ferri, interpreta in questo film una fugace comparsata (è il poliziotto che tenta di arrestare Kimble nella metropolitana di Chicago): questo fatto è stato al centro della trama dell'episodio La mia amica medico della terza stagione di Scrubs.

## Distribuzione
Il film è stato proiettato nelle sale statunitensi dal 6 agosto 1993. In Italia è uscito in sala il 9 settembre dello stesso anno, dopo essere stato presentato in anteprima, fuori concorso, tre giorni prima alla 50ª Mostra internazionale d'arte cinematografica di Venezia.

## Accoglienza

### Incassi
La pellicola esordì al primo posto del botteghino statunitense, incassando 23758855 $ durante la prima settimana nei cinema. Mantenne la vetta del botteghino per sei settimane consecutive, incluso l'intero mese di agosto 1993. In totale registrò un incasso di 183875760 $ negli Stati Uniti e 368875760 $ in tutto il mondo. Fu il terzo maggior successo dell'anno alle spalle di Jurassic Park e Mrs. Doubtfire - Mammo per sempre.

### Critica
Il film fu accolto ottimamente dalla critica. Roger Ebert, nella sua recensione sul Chicago Sun-Times, lo definì «uno dei migliori spettacoli dell'anno, un thriller teso, tirato e intelligente che diventa qualcosa di più, un'allegoria su un uomo innocente in un mondo pronto a schiacciarlo». Il sito Rotten Tomatoes gli ha dato una valutazione del 96% basata su 84 recensioni con un punteggio medio di 8,1/10; su Metacritic ha invece un punteggio di 87 basato su 33 recensioni.

## Riconoscimenti
- 1994 - Premio Oscar
  - Miglior attore non protagonista a Tommy Lee Jones
  - Candidatura Miglior film ad Arnold Kopelson
  - Candidatura Migliore fotografia a Michael Chapman
  - Candidatura Miglior montaggio a Dennis Virkler, David Finfer, Dean Goodhill, Don Brochu, Richard Nord e Dov Hoenig
  - Candidatura Miglior sonoro a Donald O. Mitchell, Michael Herbick, Frank A. Montaño e Scott D. Smith
  - Candidatura Miglior montaggio sonoro a John Leveque e Bruce Stambler
  - Candidatura Migliore colonna sonora a James Newton Howard
- 1994 - Golden Globe
  - Miglior attore non protagonista a Tommy Lee Jones
  - Candidatura Miglior regia ad Andrew Davis
  - Candidatura Miglior attore in un film drammatico a Harrison Ford
- 1994 - Premio BAFTA
  - Miglior sonoro a John Leveque, Bruce Stambler, Becky Sullivan, Scott D. Smith, Donald O. Mitchell, Michael Herbick e Frank A. Montaño
  - Candidatura Miglior attore non protagonista a Tommy Lee Jones
  - Candidatura Miglior montaggio a Dennis Virkler, David Finfer, Dean Goodhill, Don Brochu, Richard Nord e Dov Hoenig
  - Candidatura Migliori effetti speciali a William Mesa e Roy Arbogast
- 1993 - Chicago Film Critics Association Award
  - Candidatura Miglior film
  - Candidatura Miglior regia a Andrew Davis
  - Candidatura Miglior attore non protagonista a Tommy Lee Jones
- 1994 - Kansas City Film Critics Circle Awards
  - Miglior attore non protagonista a Tommy Lee Jones
- 1994 - MTV Movie Awards
  - Miglior coppia a Harrison Ford e Tommy Lee Jones
  - Miglior sequenza d'azione (L'incidente ferroviario)
  - Candidatura Miglior film
  - Candidatura Migliore performance maschile a Harrison Ford
- 1994 - Southeastern Film Critics Association Awards
  - Miglior attore non protagonista a Tommy Lee Jones
- 1994 - Awards of the Japanese Academy
  - Candidatura Miglior film straniero
- 1993 - Los Angeles Film Critics Association Awards
  - Miglior attore non protagonista a Tommy Lee Jones
- 1993 - Golden Reel Award
  - Candidatura Miglior montaggio sonoro (Effetti sonori) a Greg Stacy
- 1993 - New York Film Critics Circle Awards
  - Candidatura Miglior attore non protagonista a Tommy Lee Jones
- 1994 - ASCAP Award
  - Top Box Office Films a James Newton Howard
- 1994 - Eddie Award
  - Candidatura Miglior montaggio a Dennis Virkler e David Finfer
- 1994 - American Society of Cinematographers
  - Candidatura Migliore fotografia a Michael Chapman
- 1994 - Blockbuster Entertainment Awards
  - Miglior attore in un film d'azione a Harrison Ford
- 1994 - DGA Award
  - Candidatura Miglior regia ad Andrew Davis
- 1994 - Edgar Award
  - Candidatura Miglior film a Jeb Stuart e David Twohy
- 1994 - WGA Award
  - Candidatura Miglior sceneggiatura a Jeb Stuart e David Twohy
- 1994 - Cinema Audio Society
  - Miglior sonoro a Donald O. Mitchell, Michael Herbick, Frank A. Montaño e Scott D. Smith
- 1995 - Huabiao Film Awards
  - Miglior film straniero
- 1994 - National Society of Film Critics Awards
  - Candidatura Miglior attore non protagonista a Tommy Lee Jones

## Spin-off
Nel 1998 gli stessi produttori de Il fuggitivo hanno prodotto U.S. Marshals - Caccia senza tregua, dove ritroviamo l'agente federale Samuel Gerard (sempre interpretato da Tommy Lee Jones) e la sua squadra alle prese con un nuovo fuggitivo (interpretato da Wesley Snipes). Nonostante il film riprenda lo schema narrativo de Il fuggitivo, non si tratta però di un vero e proprio sequel, quanto di uno spin-off: infatti questa volta l'azione è raccontata dal punto di vista degli inseguitori, ovvero Gerard e la sua squadra.